# 王予波
王予波（1963年1月—），男，汉族，河南镇平人。中华人民共和国政治人物。1979年11月参加工作，1984年6月加入中国共产党。青海师范大学中文系中国语言文学专业毕业，中央党校在职研究生学历。现任中共云南省委副书记、省人民政府省长。

## 生平

### 青海省
1989年1月起，在青海省人民政府办公厅工作。2000年4月，任青海省科学技术厅副厅长、党组成员。2003年6月，任青海省人民政府副秘书长、办公厅党组成员。2008年2月，任青海省教育厅厅长、党组书记，省委教育工委书记。
2012年2月，任中共西宁市委副书记、市长兼西宁(国家级)经济技术开发区管委会第一副主任。2013年12月，任中共西宁市委副书记、市长兼西宁(国家级)经济技术开发区管委会主任。
2015年5月，任中共青海省委常委、秘书长。2017年3月，任青海省人民政府常务副省长。2017年8月，兼任青海省行政学院院长。
他很重视从网上察民情、知民忧。2013年5月，王予波表示“我经常浏览人民网‘ 地方领导留言板’。他也是一位词作者，环青海湖国际公路自行车赛的主题曲《青海梦》就由他作词。
2013年，当选第十二届全国人民代表大会青海地区代表。2018年2月24日，当选为第十三届全国人大代表。

### 云南省
2019年6月5日，任中共云南省委副书记。2020年11月25日，任云南省人民政府代省长。2021年1月29日，任云南省人民政府省长。